# Bathysoecia bassleri
Bathysoecia bassleri är en mossdjursart som beskrevs av Raymond Carroll Osburn 1953. Bathysoecia bassleri ingår i släktet Bathysoecia och familjen Tubuliporidae. Inga underarter finns listade i Catalogue of Life. Arten är uppkallad efter Ray Smith Bassler.